# Greniera abditoides
Greniera abditoides är en tvåvingeart som först beskrevs av Wood 1963.  Greniera abditoides ingår i släktet Greniera och familjen knott. Inga underarter finns listade i Catalogue of Life.